# 清水真人
清水 真人（しみず まさと、1975年2月26日 - ）は、日本の政治家。自由民主党所属の参議院議員（2期）。
高崎市議会議員（2期）、群馬県議会議員（2期）、国土交通大臣政務官を務めた。

## 来歴
群馬県高崎市生まれ。東京農業大学第二高等学校卒業。明治学院大学経済学部商学科卒業。学士（商学）の学位を取得。大学在学中、中曽根康弘元首相の事務所で電話当番などの手伝いを務める。
2003年、28歳で高崎市議会議員選挙に立候補して当選し、2期8年市議を務めた。高崎市議会では副議長を務めた。その後群馬県議会議員を2期8年務めた。
2018年12月5日、山本一太参院議員が翌年実施予定の群馬県知事選挙への立候補を表明した。それを受けて、自民党群馬県連は山本の後継となる参院選群馬県選挙区の公認候補者を2019年1月10日から16日まで公募し、16日の締め切り日までに清水を含む12人が公募に応募した。県連は同月26日の最終選考で清水を山本の後継に選出した。自民党本部は同年2月7日に清水の参院選群馬県選挙区での公認を決定した。
2019年7月21日に行われた第25回参議院議員通常選挙に自由民主党公認で立候補し、立憲民主党公認の新人らを破り初当選を果たした。当選後、志帥会（二階派）に入会した。
2022年8月12日、第2次岸田第1次改造内閣にて国土交通大臣政務官に就任した。
2024年7月25日、翌年7月の第27回参議院議員通常選挙の群馬県選挙区公認候補として擁立することが自民党から発表された。投開票の結果、参政党の新人候補に3万票差にまで迫られたものの再選。

## 政策・主張
- 憲法改正について、2019年のアンケートで「どちらかと言えば賛成」と回答[25]。
- 「他国からの攻撃が予想される場合には先制攻撃もためらうべきではない」との問題提起に対し、2019年のアンケートで「どちらとも言えない」と回答[25]。
- 「北朝鮮に対しては対話よりも圧力を優先すべきだ」との問題提起に対し、2019年のアンケートで「どちらとも言えない」と回答[25]。
- 選択的夫婦別姓制度の導入について、2019年のアンケートで「どちらかと言えば反対」と回答[25]。
- 同性婚を可能とする法改正について、2019年のアンケートで「どちらとも言えない」と回答[25]。
- 「治安維持のためプライバシーや個人の権利の制約は当然だ」との問題提起に対し、2019年のアンケートで「どちらとも言えない」と回答[25]。
- アベノミクスについて、2019年のアンケートで「どちらかと言えば評価する」と回答[25]。
- 消費税率を10％より高くすることについて、2019年のアンケートで「どちらとも言えない」と回答[25]。

## 所属団体・議員連盟
- 自民党たばこ議員連盟[26]
- 日本の尊厳と国益を護る会
- 神道政治連盟国会議員懇談会

## 選挙歴
| 当落 | 選挙                     | 執行日         | 年齢 | 選挙区       | 政党       | 得票数     | 得票率 | 定数 | 得票順位 /候補者数 | 政党内比例順位 /政党当選者数 |
| ---- | ------------------------ | -------------- | ---- | ------------ | ---------- | ---------- | ------ | ---- | ------------------ | ---------------------------- |
| 当   | 2003年高崎市議会議員選挙 | 2003年4月27日  | 28   | ーー         | 無所属     | 4419票     | ーー   | 1    | 3/37               | /                            |
| 当   | 2007年高崎市議会議員選挙 | 2007年4月22日  | 32   | 高崎選挙区   | 無所属     | 5681票     | ーー   | 32   | 2/36               | /                            |
| 当   | 2011年群馬県議会議員選挙 | 2011年4月10日  | 36   | 高崎市選挙区 | 自由民主党 | 2万1683票  | ーー   | 9    | 1/10               | /                            |
| 当   | 2015年群馬県議会議員選挙 | 2015年4月12日  | 40   | 高崎市選挙区 | 自由民主党 | 1万6746票  | ーー   | 9    | 2/10               | /                            |
| 当   | 第25回参議院議員通常選挙 | 2019年07月21日 | 44   | 群馬県選挙区 | 自由民主党 | 40万369票  | 53.94% | 1    | 1/3                | /                            |
| 当   | 第27回参議院議員通常選挙 | 2025年07月20日 | 50   | 群馬県選挙区 | 自由民主党 | 28万8284票 | 34.86% | 1    | 1/7                | /                            |